# Magdalena Milpas Altas
Magdalena Milpas Altas é uma cidade da Guatemala do departamento de Sacatepéquez.